# پولکویل (میسیسیپی)
پولکویل (به انگلیسی: Polkville) شهرکی در ایالت میسیسیپی کشور ایالات متحده آمریکا است که جمعیت آن در سرشماری سال ۲۰۱۰ میلادی، ۸۳۳
نفر بوده‌است.